# White Is in the Winter Night
«White Is in the Winter Night» es un sencillo de la músico irlandesa Enya, éste es el segundo sencillo extraído de su séptimo álbum de estudio And Winter Came... de 2008.

## Lista de canciones
| Descarga digital |                                |                |          |  |
| N.º              | Título                         | Autor          | Duración |  |
| 1.               | «White Is In The Winter Night» | Enya/Roma Ryan | 3:00     |  |
| 3:00             |                                |                |          |  |